# Casta Tintureira

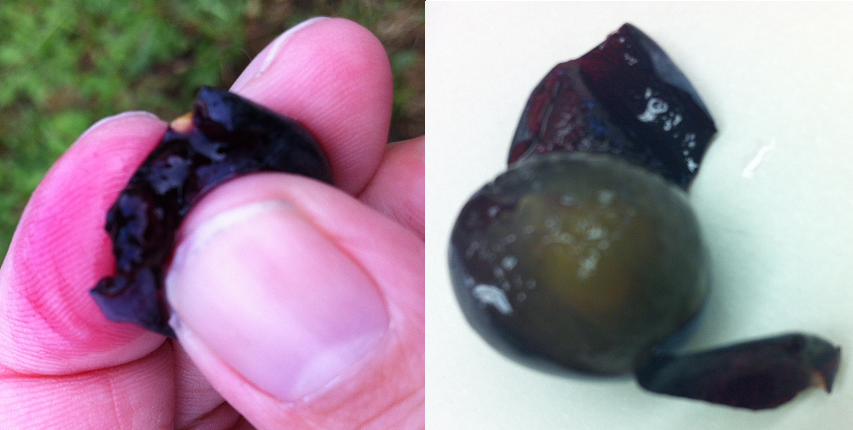
Uma demonstração da diferença entre uma uva tintureira (Agria mostrada à esquerda) e uma uva tinta normal (Grenache à direita) com a casca removida para mostrar que tanto a polpa quanto o suco são naturalmente brancos. A grande maioria das uvas para vinho tinto, como a Grenache, têm sumo branco, com o vermelho dos vinhos tintos vindo da casca da uva como parte do processo de vinificação

Casta tintureira é uma casta de uva tinta cuja polpa e sumo são vermelhos devido aos pigmentos antocianínicos que se acumulam na polpa.
Nas uvas tintas não tintureiras, os pigmentos de antocianina estão apenas na casca, sendo que o sumo espremido da maioria das castas tintas é claro. O vermelho do vinho tinto não tintureiro vem das antocianinas extraídas das cascas esmagadas durante a fermentação.

## Vinhos
As castas tintureiras, embora contenham muita cor, costumam produzir vinhos especiais, talvez devido a um nível mais elevado de taninos, compostos estruturalmente relacionados com as antocianinas. Muitos produtores de vinho misturam pequenos volumes de sumos tintureiros nos seus vinhos para aumentar a cor, sem afetar drasticamente o sabor. Além disso, com a crescente frequência de incêndios florestais e o risco resultante de contaminação por fumo na vinificação, as uvas tintureiras são úteis na produção de vinhos tintos mesmo quando o sumo é prensado imediatamente sem as cascas. Assim, um vinho feito no estilo rosé a partir de uvas tintureiras será vermelho em vez de rosé e livre de fumo (porque a contaminação por fumo está presente nas cascas, não na polpa), independentemente de quão enfumaçada seja a área.

## Exemplos

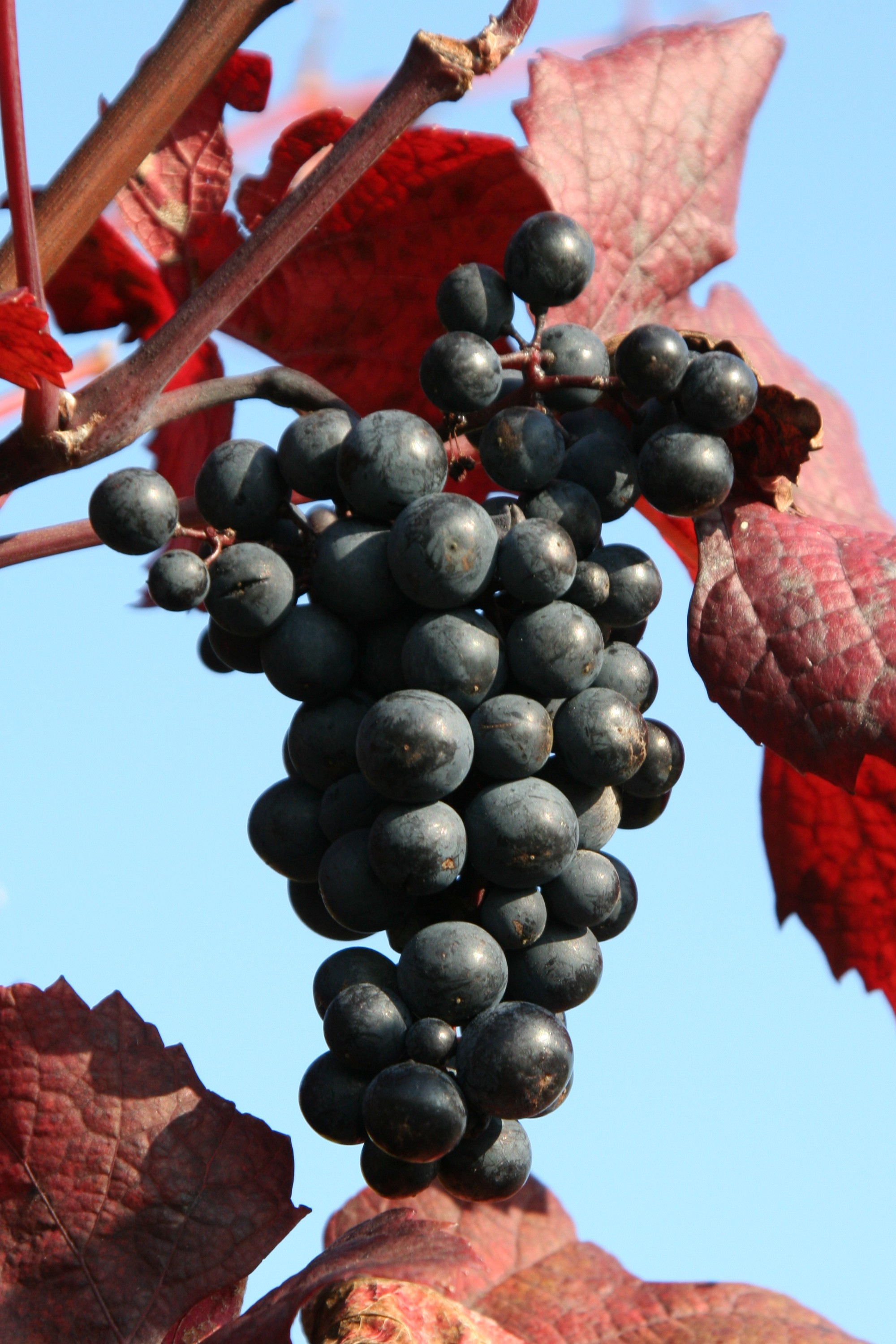
Uvas da casta tintureira Kolor

- Alicante Bouschet
- Sousão[3]
- Vinhão[3]
- Alicante Ganzin
- Black Spanish
- Carolina Black Rose
- Chambourcin
- Colorino
- Dunkelfelder
- Gamay de Bouze
- Golubok
- Grand Noir de la Calmette
- Karmrahyut
- Labelle (uva)
- Maréchal Foch
- Maroo Seedless
- Morrastel Bouschet
- Petit Bouschet
- Roger's Red
- Royalty
- Rubired
- Salvador
- Saperavi